# پیتر گریل
پیتر گریل دانشمند آلمانی است که در زمینه علم مواد فعالیت می‌کند. وی در سال ۲۰۰۰ جایزه گوتفرید ویلهلم لایب نیتس را دریافت کرد. او از سال ۱۹۹۳ استاد کامل و همچنین رئیس مؤسسه شیشه و سرامیک در دانشگاه فریدریش-اسکندر دانشگاه فریدریش-آلکساندر ارلانگن-نورنبرگ بوده‌است.